# 班贝格县
班贝格县（德語：Landkreis Bamberg）是德国巴伐利亚州的一个县，隶属于上弗兰肯行政区，首府班贝格。

## 地理
班贝格县北面与利希滕费尔斯县和科堡县，东面与拜罗伊特县，南面与福希海姆县、埃朗根-赫希施塔特县、瓦尔德纳布河畔诺伊施塔特县和基青根县，西面与施韦因富特县和哈斯贝格县相邻。